# Evelina Paoli
Evelina Paoli (30 de marzo de 1878 – 23 de mayo de 1972) fue una actriz teatral y cinematográfica de nacionalidad italiana

## Biografía
Su verdadero nombre era Lina Vianello, y nació en Florencia, Italia, en el seno de una rica familia burguesa de dicha ciudad. 
Paoli, que llegó a ser una de las principales actrices teatrales italianas del siglo XX, inició su carrera de actriz a los dieciocho años de edad, en la compañía de Achille Vitti. Más adelante pasó al teatro Fiorentini de Nápoles, dirigido en la época por Cesare Rossi y Andrea Maggi. En los primeros años del siglo XX entró en la compañía de Eleonora Duse, haciendo diversas giras por los Estados Unidos en el trienio 1902-1905. Desde 1905 a 1912 fue primera actriz en la compañía de Teresa Mariani, haciendo en 1908 el papel de Basiliola en La nave, de Gabriele D'Annunzio. Después formó, con Flavio Andò y Antonio Gandusio, la célebre compañía Andò-Paoli-Gandusio.
Tras formar parte entre 1913 y 1914 de la compañía de Cesare Dondini, a finales de la década inició carrera en el cina, actuando en los filmes Silvio Pellico (1915), de Livio Pavanelli, y Il piacere (1918), de Amleto Palermi. En el apogeo de su carrera, en los primeros años veinte, hubo de retirarse a causa de una muy grave enfermedad.
Tuvo mejor suerte en su vejez cuando, ya completamente recuperada, actuó en películas célebres como Noi vivi (1942), de Goffredo Alessandrini. 
Casada con el director Enrico Guazzoni, se retiró del mundo del espectáculo a comienzos de la década de 1950, tras la muerte de su marido, yendo a vivir a la residencia para artistas Lyda Borelli en Bolonia, donde falleció el día 23 de mayo de 1972, a los 94 años de edad, a causa de una trombosis cerebral.

## Filmografía
| - Silvio Pellico (1915) - Il piacere (1918) - Venere (1932) - Una notte con te (1932) - Pierpin (1934) - Re burlone (1935) - Hanno rapito un uomo, de Gennaro Righelli (1938) - Se quell'idiota ci pensasse... (1939) - Belle o brutte si sposan tutte..., de Carlo Ludovico Bragaglia (1939) - Dora Nelson (1939) - La granduchessa si diverte, de Giacomo Gentilomo (1940) - Idillio a Budapest (1941) - Il vagabondo (1941) | - Un garibaldino al convento, de Vittorio De Sica (1942) - Perdizione (1942) - Noi vivi (1942) - Addio Kira! (1942) - La fanciulla dell'altra riva (1942) - Addio, amore! (1943) - L'abito nero da sposa (1945) - Il marito povero (1946) - La Certosa di Parma (1947) - Rocambole (1948) - Il ragno della metropoli (1948) - Il barone Carlo Mazza (1948) |